# Camboya en los Juegos Olímpicos de Atlanta 1996
Camboya estuvo representada en los Juegos Olímpicos de Atlanta 1996 por cinco deportistas, tres hombres y dos mujeres, que compitieron en tres deportes.
El portador de la bandera en la ceremonia de apertura fue el atleta To Rithya. El equipo olímpico camboyano no obtuvo ninguna medalla en estos Juegos.